# Jiří Havran
Jiří Havran (Jiri Havran, * 8. března 1953, Teplice, Československo) je norský fotograf a vydavatel žijící v Oslu původem z Československa.

## Životopis
Do Norska přišel v roce 1974 a etabloval se jako fotograf architektury a svými díly přispěl do řady knih. Vystudoval střední odbornou školu v Sognu, a debutoval samostatnou výstavou v Preus Fotomuseu v roce 1982. v roce 1984 se poprvé zúčastnil tradiční podzimní výstavy Høstutstillingen v Oslu a přispíval do ní svými díly několik následujících let. V roce 2012 se konala jeho reprezentativní výstava v Galerii Jaroslava Fragnera v Praze, ze které byl vydán katalog (viz Vybrané knihy níže). V roce 2022 se tamtéž konala jeho další výstava zaměřená na architekturu za polárním kruhem.

## Vybrané knihy
V Norsku, ale také v České republice vyšla řada knih, které obsahují fotografie Jiřího Havrana. Mezi ně patří:
- HAVRAN, Jiří. From architecture: Jiri Havran, photography 2009–2012. 1. vyd. Praha: Galerie Jaroslava Fragnera, 2012. 142 s. ISBN 978-80-904484-6-9. Profilová publikace autora. Kniha vyšla k výstavě uspořádané v pražské Galerii Jaroslava Fragnera v roce 2012. Katalog obsahuje texty Dana Merty, ředitele GJF, a Pera Bjarne Boyma, kurátora výstavy. Kniha je dostupná v řadě českých knihoven.
- ANKER, Leif. The Norwegian stave churches. Fotografie Jiří Havran. 1. vyd. Oslo: ARFO, 2005. 356 s. ISBN 978-82-91399-29-4. Anglická verze průvodce po norských dřevěných sloupových kostelech s fotografiemi Jiřího Havrana.
- LINNEMANN, Ulrich. Norwegische Stabkirchen: ein Führer für die 29 erhaltenen norwegischen Stabkirchen. Fotografie Jiří Havran. 1. vyd. Oslo: ARFO, 2010. 159 s. ISBN 978-82-91399-36-2. Německá verze průvodce po norských dřevěných sloupových kostelech s fotografiemi Jiřího Havrana. Dostupné ve vybraných českých knihovnách.
- GRØNVOLD, Ulf; ANKER, Nils; SØRENSEN, Gunnar. Rådhuset i Oslo: nasjonens storstue. Fotografie Jiří Havran. 1. vyd. Oslo: Aschehoug, 2000. 154 s. ISBN 82-03-22494-6. (norsky). Dostupné ve vybraných českých knihovnách.
- NORBERG-SCHULZ, Christian; LUND, Kjell. St. Hallvard kirke og kloster. Fotografie Jiří Havran. 1. vyd. Oslo: Arfo, 1997. 83 s. Dostupné online. ISBN 82-91399-06-9. (norsky + anglicky). Dostupné ve vybraných českých knihovnách.
- MERTA, Dan. Nordic arctic: udržitelná architektura za polárním kruhem / Sustainable architecture beyond the arctic circle.. Fotografie Jiří Havran. 1. vyd. Praha: Galerie Jaroslava Fragnera & Architectura, z.s., 2022. 160 s. ISBN 978-80-88161-19-6. (česky + anglicky). Kniha je dostupná v řadě českých knihoven.